# Tonči Valčić
Tonči Valčić, hrvaški rokometaš, * 9. junij 1978, Zadar.
Leta 2008 je na poletnih olimpijskih igrah v Pekingu v sestavi hrvaške reprezentance osvojil 4. mesto.